# Bitwa morska pod Foça
Bitwa morska pod Foça – starcie zbrojne, które miało miejsce 12 maja 1649 podczas wojny wenecko-tureckiej (1645–1669).
Bitwa została stoczona koło miasta tureckiego Foça położonego na zachodnim wybrzeżu Turcji przy wejściu do Zatoki Smyrneńskiej. Flota wenecka licząca 19 żaglowców oraz nieznaną liczbę galeas i galer pod wodzą Giacomo Rivy, pobiła tutaj flotę turecką złożoną ze 102 okrętów (11 żaglowców, 19 galeas i 72 galer).

## Blokada
Flota wenecka blokowała Cieśninę Dardanelską od kwietnia 1648. Dnia 19 listopada większość floty wycofała się, zostawiając 13 żaglowców pod wodzą Rivy. Na wiosnę 1649 dołączył do niego Bertucci Civrano z 7 żaglowcami. Ponieważ Riva sam stracił 1 żaglowiec, to po połączeniu miał ich 19.

## Pościg
Na początku maja pojawiła się Turecka flota z Konstantynopola. Tylko 2 okręty Rivy zaatakowały ich. Turcy łatwo sobie poradzili, wyszli z cieśniny i skierowali się na południe. Riva ruszył za nimi i dopadł ich koło portu Foça przy wejściu do zatoki Smyrneńskiej. Wiele weneckich okrętów to były wynajęte okręty angielskie bądź holenderskie. Riva obiecał ich kapitanom pełną rekompensatę za ewentualne straty.

## Bitwa
Gdy stało się oczywiste, że Wenecjanie gotują się do ataku, 10 galeas osłoniło wejście do portu, z wysuniętą z przodu galerą. Jeden z żaglowców tureckich został zdobyty przez okręty Mercante Diletto i Jupiter. Jedną galeasę zdobył okręt James dowodzony przez kapitana George’a Scota (była tak zniszczona, że zatonęła 10 dni później), natomiast drugą z galer tureckich opanowali wiosłujący na niej niewolnicy. Aż 9 żaglowców, 3 galeasy i 2 galery spłonęły zanim wiatr zmienił kierunek, nie dopuszczając do rozszerzenia się ognia na inne okręty tureckie. Gdy płonące okręty tureckie zaczęły dryfować w kierunku floty weneckiej, ta natychmiast się wycofała.
Trzy okręty weneckie nie wzięły udziału w bitwie: Esperienza odpłynęła w morze, Francese i San Bartolamio (kapitan Alardi) zostały porzucone przez załogi. San Bartolamio udało się odzyskać dzięki akcji okrętu Tre Re, lecz Francese osiadł na mieliźnie i został spalony przez Turków.
Wenecjanie stracili 105 ludzi. Turcy natomiast 9 żaglowców, 3 galeasy i 2 spalone galery, ponadto jeden okręt turecki każdego typu został zdobyty przez Wenecjan.